# Velada (Toledo)
Velada es un municipio y localidad española de la provincia de Toledo, en la comunidad autónoma de Castilla-La Mancha. El término municipal tiene una población de 2907 habitantes (INE 2024).

## Toponimia

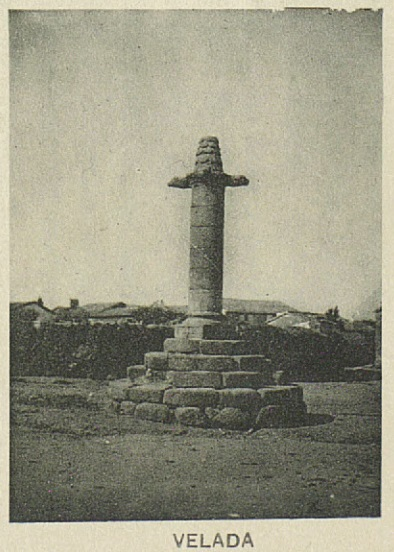
Rollo de justicia

El término Velada se refiere a la acción de vigilar, confirmado porque antiguamente la población se llamó Atalayuelas, que significa atalayar, vigilar desde una atalaya.

## Geografía
Integrado en la comarca de Campana de Oropesa, se sitúa a 102 km de la capital provincial. El término municipal está atravesado por la carretera nacional N-502 entre los pK 88 y 104, además de por la carretera autonómica CM-5103, que se dirige a la Autovía del Suroeste, y por una carretera local que conecta con Parrillas.  
El relieve del municipio es predominantemente llano, ocupando el espacio entre el valle del río Tiétar y las Tierras de Talavera. El río Guadyerbas cruza el territorio de este a oeste. La altitud oscila entre los 675 m al norte (cerro La Cabeza) y los 360 m en el extremo suroccidental. El pueblo se alza a 431 m sobre el nivel del mar. 
| Noroeste: Parrillas                                      | Norte: Arenas de San Pedro (Ávila)  | Noreste: Montesclaros         |
| Oeste: Parrillas y Oropesa                               |                                     | Este: Montesclaros y Mejorada |
| Suroeste: Oropesa, Torralba de Oropesa y Calera y Chozas | Sur: Gamonal (Talavera de la Reina) | Sureste: Mejorada             |

## Historia
La fundación de Velada fue determinada por Alfonso X el Sabio el día 4 de julio de 1271, según carta y privilegio rodado. En este documento figura la concesión a Velasco Gómez, el nombre de la nueva población, Velada, así como los límites de su término físico. El 7 de enero de 1273, debido a los requisitos legales de la época, se otorgó por el noble caballero abulense Don Blasco Gómez Dávila, la carta puebla, en calidad de señor del lugar, para ofrecer tierras según sus condiciones para repoblar la zona.
De acuerdo con un documento de 1578, Atayuelas pasa a ser denominada Velada hacia 1278.[cita requerida] La zona fue reconquistada por caballeros de la ciudad de Ávila. En 1294 se crean los señoríos de Velada y San Román. 
Se estima que a comienzos del siglo XVI se le concedió el título de villa.
El 30 de octubre de 1557, el rey Felipe II, concedió el marquesado de Velada a Gómez Dávila y Dávila, quien, a la sazón, era el xi señor de Velada y viii señor de San Román.

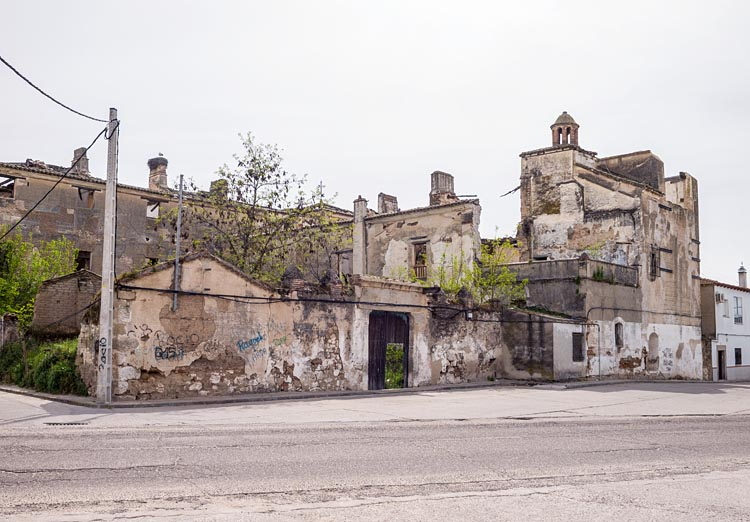
Ruinas del Palacio de los Marqueses de Velada

En el palacio residió el infante Luis Antonio de Borbón y Farnesio con su familia, donde nacieron sus dos hijas, María Teresa de Borbón y Vallabriga, xv condesa de Chinchón, i marquesa de Boadilla del Monte, y María Luisa de Borbón y Vallabriga, duquesa consorte de San Fernando de Quiroga.
A mediados del siglo XIX, el lugar contaba con una población censada de 752 habitantes. La localidad aparece descrita en el decimoquinto volumen del Diccionario geográfico-estadístico-histórico de España y sus posesiones de Ultramar de Pascual Madoz de la siguiente manera:

VELADA: v. con ayunt. en la prov. de Toledo (14 leg.), part. jud. de Talavera de la Reina (2), aud. terr. de Madrid (22), c g. de Castilla la Nueva, dióc. de Avila (17). sit. en una pequeña ladera; es de clima templado; reinan los vientos E. y O. y se padecen algunas tercianas. Tiene 235 casas; la de ayunt., cárcel, un palacio de los condes de Altamira con escelentes jardines y huerta, en el que habitó el señor infante D. Luis de Borbon; escuela sostenida por retribucion, á la que asisten 60 niños de ambos sexos; un conv. suprimido de franciscos descalzos; igl. parr. (San Bernardino de Sena) con curato de término y provision ordinaria; una ermita titulada de Sta. Ana; y en los afueras la de Ntra. Sra. de Gracia al N., de la que son patronos el doctoral y un racionero de la cated. de Avila; la del Calvario al E., y el cementerio con su capilla al O. Se surte de aguas potables en 2 fuentes dentro del pueblo y 5 en las inmediaciones, buenas, ligeras y saludables. Confina el térm. por N. con el de Mejorada; E. Navalcan y Parrillas; S. Oropesa; O. Gamonal, estendiéndose de 1/4 leg. á una, y comprende los montes de el Barrero, el Arenal, del Lobo, Salabroso, los Cuatro Millares, la Aliseda, el Toril, Cabeza-gorda, Casillas, Cerro de Avila, Cardizal, el bosque de los Conejos y la deh. y baldio del pueblo, todos poblados de monte de encina y roturados ademas para labor. Le baña el rio Guadiervás, que forma su lím. al E. El terreno es arenoso: los caminos vecinales: el correo se recibe en Talavera por balijero tres veces á la semana. prod.: centeno, trigo, frutas, legumbres, limones y naranjas, aceite y vino; se mantiene ganado vacuno, lanar, cabrio y de cerda, y se cria caza menuda y algunos jabalíes. pobl.: 202 vec., 752 alm. cap. prod.: 4.000,000 rs. imp.: 403,500. contr.: según el cálculo oficial de la prov. 74'48 por 100. presupuesto municipal: 8,807 rs., del que se pagan 3,000 al secretario y se cubre con los ingresos de propios.
Se nos asegura constar por documentos del año 1307, que en aquel tiempo se llamaba esta v. Atalayuelas de Guadierva. En ella residió el infante D. Luis con ocasión de su boda con Doña Maria Teresa de Vallabriga.
(Madoz, 1849, pp. 638-639)

## Demografía
Cuenta con una población de 2907 habitantes (INE 2024).
| Gráfica de evolución demográfica de Velada entre 1842 y 2021                                                          |
| |
| Población de derecho según los censos de población del INE. Población de hecho según los censos de población del INE. |

## Economía
La sandía de Velada es uno de los principales motores de la economía de este municipio. Siendo un cultivo de secano y ecológico, estas sandías tienen gran sabor y las mayores pueden llegar a alcanzar más de 30 kg de peso. Crecen en una extensa zona llamada El Baldío y su recolección suele ir desde mediados de julio hasta mediados de octubre e, incluso dependiendo del año, hasta noviembre. El sembrado se realiza entre abril y mayo.
La sandía de Velada se exporta en España y también al extranjero.

#### Circuito de velocidad
Un grupo de inversores proyectó unas instalaciones de referencia en el centro de España para la realización de campeonatos regionales y nacionales, así como otro tipo de pruebas y sesiones de entrenamiento de carácter privado. El circuito se construiría en una superficie de 50 hectáreas junto a la N-502, en un paraje denominado 'Barbú' y que el Ayuntamiento de Velada cedería a la constructora por noventa años para la explotación de las instalaciones deportivas. Se preveía instalar en la localidad un circuito de velocidad y un complejo con hotel, restaurante y cafetería, así como varias naves para la preparación de los vehículos. A finales de 2012 este proyecto se encontraba «parado y estancado».

## Administración y política
| Periodo   | Nombre                                   | Partido |
| --------- | ---------------------------------------- | ------- |
| 1979-1983 | Faustino Gómez Esteban                   | PSOE    |
| 1983-1987 | Faustino Gómez Esteban/Jesús Ballesteros | PSOE    |
| 1987-1991 | Andrés Gómez Rayo                        | PP      |
| 1991-1995 | Andrés Gómez Rayo                        | PP      |
| 1995-1999 | Andrés Gómez Rayo                        | PP      |
| 1999-2003 | Andrés Gómez Rayo                        | PP      |
| 2003-2007 | Andrés Gómez Rayo                        | PP      |
| 2007-2011 | Andrés Gómez Rayo                        | PP      |
| 2011-2015 | Andrés Gómez Rayo                        | PP      |
| 2015-2019 | José Luis Cebadera Amigo                 | PSOE    |
| 2019-2023 | José Luis Cebadera Amigo                 | PSOE    |

## Servicios

### Educación
- Colegio Público Andrés Arango

## Patrimonio

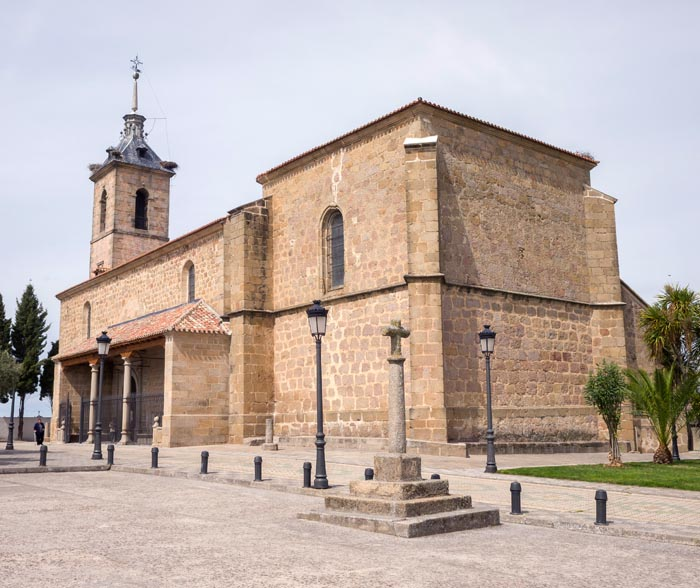
Iglesia parroquial de San Bernardino de Siena

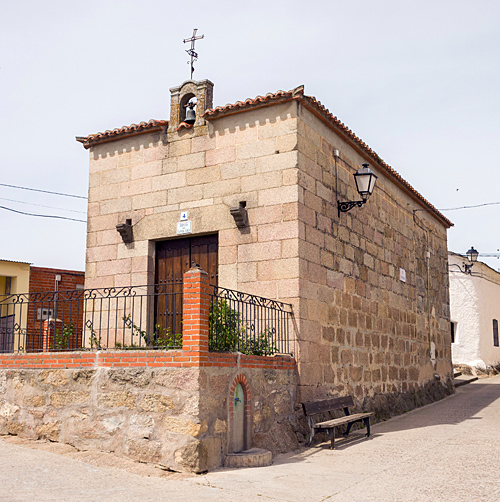
Ermita de Santa Ana

- Ermita de Nuestra Señora de Gracia, del siglo XVII.
- Ermita de Santa Ana, del siglo XVII.
- Convento de Franciscanos
- Iglesia San Bernardino de Siena
- Palacio de los Marqueses de Velada

## Cultura

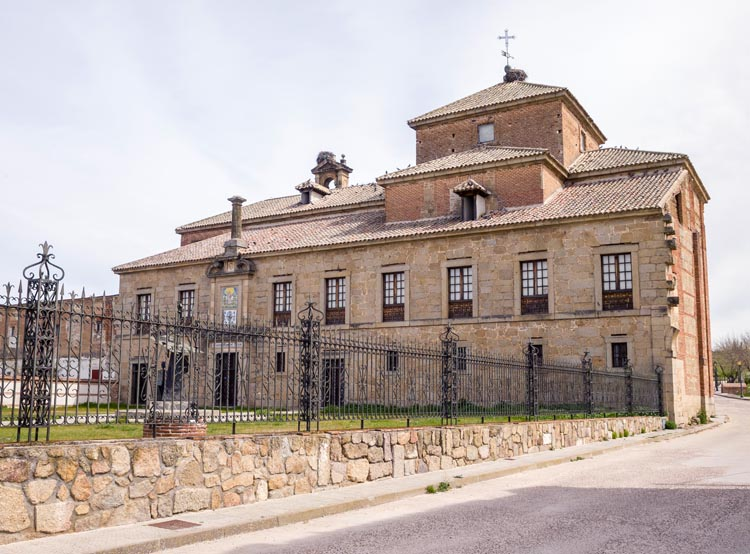
Museo Manuel Aznar

### Fiestas
- Aniversario de la fundación de la población, día 4 de julio. 1º Celebración del 750 cumpleaños el día 4 de julio de 2021, por el alcalde José Luis Cebadera Amigo, y diversas autoridades.[7]
- Día de la tortilla: jueves anterior al carnaval
- Romería: primer domingo de mayo
- En honor al patrón San Bernardino de Siena: 20 de mayo
- En honor a la Virgen de Gracia: Primer viernes de septiembre
- Día del Calbote: 1 de noviembre